# Clivinema coalinga
Clivinema coalinga är en insektsart som beskrevs av Bliven 1966. Clivinema coalinga ingår i släktet Clivinema och familjen ängsskinnbaggar. Inga underarter finns listade i Catalogue of Life.